# Tpm (revista)
Tpm ("Trip Para Mulher") é uma revista brasileira de cultura e  informação voltada ao público feminino.   

## História
Lançada em 2001 pela Trip Editora, a revista nasceu com uma proposta inovadora, em relação às publicações femininas então existentes no país. Desde sua criação, o editorial defende causas como a legalização do aborto no Brasil, descriminação das drogas, igualdade salarial entre homens e mulheres, liberdade sexual, inserção de mulheres na política e na ciência, se sentir bem com o próprio corpo e o ter direito a rir de si mesma.  Atualmente, possui uma tiragem de 42 mil exemplares.
Desde 2011, o evento Casa Tpm, baseada nos preceitos editorias da Tpm, convida pensadoras, jornalistas, músicas, cineastas, empresárias e famosas para discutir a mulher contemporânea em sociedade.
O site da Tpm foi lançado junto com a primeira edição da revista, em maio de 2001. Desde agosto de 2005 também está hospedada no UOL. Além de trazer todo o conteúdo da revista, o site contém reportagens exclusivas, em vídeos produzidos pelo canal Trip TV, produto da Trip Editora exclusivo para produção de vídeos, além de entrevistas e notícias em texto.
Em 20 de dezembro, a Trip anuncia que a Revista TPM deixará de ser publicada no impresso e passará a ser exclusivamente digital. A versão impressa só será publicada quatro vezes ao longo do ano.

## Prêmios recebidos
- Julho 2007 – Melhor Revista Feminina, pela revista Imprensa, pelo segundo ano consecutivo, com 42,3% dos votos.

- Novembro 2006 - Finalista ao Prêmio Esso de Jornalismo de Criação Gráfica em Revista, com a matéria "Embalagem de remédio", de Sergio Cury e Maria Emília Lacombe.

- Junho de 2006 – Troféu Dia da Imprensa na categoria Melhor Revista Feminina, atribuído mediante pesquisa promovida pelo portal Imprensa.

- Maio de 2006 – Melhor site do país na categoria Mulher pela academia iBest.

- Dezembro de 2005 – Prêmio Esso de Jornalismo na categoria Criação Gráfica em Revista com a reportagem “Descrimine já”, um trabalho extenso sobre a importância da descriminação do aborto no Brasil.

- Maio de 2005 – Melhor site do país na categoria Mulher, pela academia iBest.

- Abril de 2004 – Melhor site do Brasil, na categoria Mulher, pela academia iBest.

- Dezembro de 2002 – Finalista ao Prêmio Esso de Jornalismo de Criação Gráfica, na categoria Revista com o trabalho “Linda de morrer”, de Paola Bianchi e Sérgio Cury